# Coopagri Bretagne
Coopagri Bretagne, initialement la Coopérative des agriculteurs de Bretagne, était une coopérative agricole bretonne créée en 1963 à partir des activités économiques de l'Office central. En 2010, la coopérative fusionne avec Eolys et Cam 56 pour donner Triskalia. Celle dernière fusionne avec le groupe D'Aucy pour devenir Eureden.

## Historique

### Origines
L'Office central créé en 1911 à Landerneau, sous le nom initial d'« Office central des œuvres mutuelles agricoles du Finistère » – constituant d'abord une caisse d'assurance contre l'incendie – le groupe coopératif à l'origine de Coopagri fut créé à la suite de l'encyclique Rerum novarum du pape Léon XIII par Augustin Bréart de Boisanger. En 1914, à la veille de la guerre, l'Office central regroupe 40 syndicats locaux, 103 caisses mutuelles d'assurance-incendie, 26 caisses « mutuelle-bétail ». Le bulletin de l'Office est tiré à 4 200 exemplaires.
Après la Première Guerre mondiale, il regroupe plus de 200 syndicats locaux et autant de mutuelles agricoles du Finistère, rejoints en 1926 par des syndicats agricoles des Côtes-du-Nord. Hervé Budes de Guébriant est président de la coopérative entre 1919 et 1956.
Le groupe développa jusque dans la décennie 1950 un esprit paternaliste, en toute bonne foi, qui consiste à vouloir organiser l'agriculture pour le bien du plus grand nombre, mais sans participation des intéressés aux décisions (ce qui entraîne notamment, à la suite d'une scission, la création de la Cooperl). Le groupe est resté alors très influencé par la religion, faisant figure de groupe d'esprit conservateur, par opposition au groupe rival Unicopa, d'esprit plus laïque. 

### 1963: indépendance de la Coopérative des agriculteurs de Bretagne
En 1963, les activités économiques de l'Office central fusionnent en tant que Coopérative des agriculteurs de Bretagne, pour devenir trois plus tard Coopagri Bretagne. 
Progressivement, à partir de 1969, l'Office Central de Landerneau, sous l'impulsion de son président Hyacinthe Belbéoc'h, de 1956 à 1978, puis de son successeur René de Foucaud et de Charles Duquesne, ingénieur, crée des sections territoriales qui vont peu à peu fonctionner comme autant de petites coopératives autonomes dans leurs prises de décisions et leur gestion financière. Jos Le Breton en devient le président en 1990, puis Denis Manac'h lui succède. En 1999, Coopagri est un groupe de 4 900 salariés, 25 000 agriculteurs adhérents et ayant un chiffre d'affaires de 8,9 milliards de francs.

### Chronologie
- 1911 : Augustin de Boisanger initie la constitution d'une centrale d'achat commune pour les agriculteurs de la région de Landerneau. Il mène à la constitution de l'Office central.
- 1960 : L'Office central se disloque et donne naissance au Crédit mutuel de Bretagne pour l'activité de crédit, à Groupama Bretagne pour l'activité d'assurance.
- 1962 : Ouverture de la première usine de transformation des produits en produits surgelés.
- 1963 : Les activités économiques de l'Office central fusionnent.
- 1965 : Création de la première laiterie à Landerneau.
- 1966 : Le groupe regroupant les activités économiques prend le nom de « Coopérative des agriculteurs de Bretagne » (Coopagri Bretagne).
- 1968 : Rachat à Socopa d'une usine de transformation de la viande.
- 1972 : Premiers pas dans l'activité de distribution avec une chaîne de libre-service à destination des agriculteurs et du grand public qui prendra l'enseigne Magasin vert en 1975.
- 2008 : Annonce de la fusion de la filière lait avec celles d'Even et de Terrena en vue de former le troisième groupe laitier en France.
- 2010 : Fusion avec deux autres coopératives bretonnes, Unicopa (sauf activité lait) et la Cam 56. La nouvelle coopérative, nommée « Triskalia », regroupe 20 000 adhérents, 6 000 salariés et 300 implantations commerciales (comme les magasins Gamm Vert, Point Vert) et industrielles[5].
- 2020 : Le mariage (la fusion est prévue en 2021) de Triskalia et Groupe d'aucy donne naissance à Eureden ; cette nouvelle entité a un chiffre d'affaires de 3 milliards d'euros, regroupe 20 000 coopérateurs, dispose de 60 sites industriels, de 300 magasins et emploie 9 000 collaborateurs ; elle possède un portefeuille de marques connues comme les conserves D'aucy et Jean Nicolas, les œufs Cocotine, la Fraîcherie, Point Vert, Magasin Vert[6].

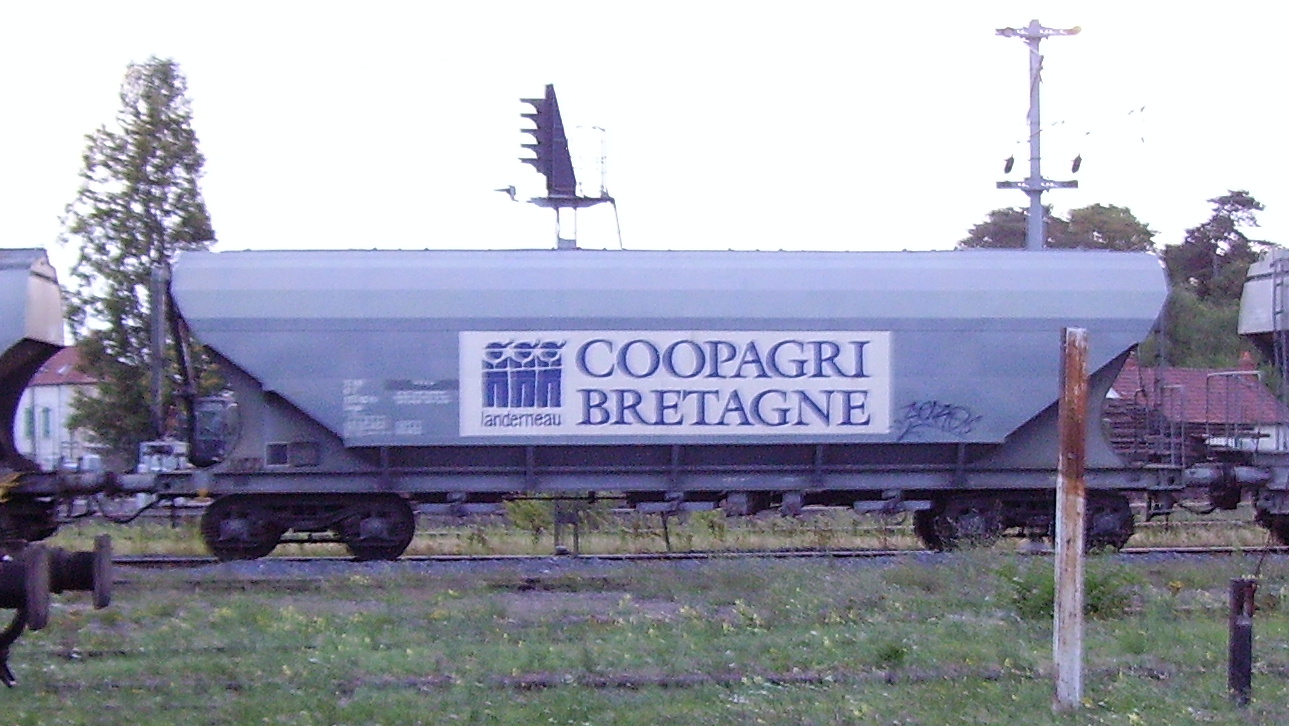
Wagon céréalier Coopagri Bretagne.